# Rozalia Celakówna
Rozalia Celakówna (również Rozalia Celak; ur. 19 września 1901 w Jachówce, zm. 13 września 1944 w Krakowie) – polska pielęgniarka, mistyczka, nazywana „apostołką intronizacji Najświętszego Serca Pana Jezusa” oraz Czcigodna Służebnica Boża Kościoła katolickiego.

## Życiorys

### Lata dzieciństwa i młodości w Jachówce
Pochodziła z Małopolski (Beskid Makowski). Urodziła się 19 września 1901 w chłopskiej, religijnej rodzinie jako najstarsza z ośmiorga dzieci Tomasza (syna Jana Celaka i Anny z domu Dudziak) i Joanny (córki Józefa Kachnic i Wiktorii z domu Skupień). Jej brat Stanisław był pilotem w Dywizjonie 302, zaś najmłodszy Władysław został salwatorianinem. Następnego dnia po urodzeniu (20 września) została ochrzczona w kościele Trójcy Przenajświętszej w Bieńkówce. Codziennie w ich domu śpiewano godzinki o Niepokalanym Poczęciu Najświętszej Maryi Panny, odmawiano Anioł Pański czy różaniec. Uzupełnieniem tych praktyk była lektura: Pisma Świętego, prasy katolickiej czy książek religijnych. Pierwszą nauczycielką prawd wiary była jej matka, która z zapałem troszczyła się o jej religijne wychowanie. Mając sześć lat – jak sama przyznała – zaczęła odczuwać szczególną, mistyczną opiekę Chrystusa. 1 września 1908 rozpoczęła naukę w szkole powszechnej w jej rodzinnej miejscowości, którą ukończyła 30 czerwca 1914, będąc wzorową uczennicą. 11 maja 1911 przyjęła w kościele Trójcy Przenajświętszej w Bieńkówce pierwszą komunię świętą. Mając trzynaście lat obrała św. Teresę od Dzieciątka Jezus za swoją szczególną patronkę duchową oraz mając czternaście lat św. Józefa. 2 lipca 1917 przyjęła w kościele Matki Bożej Pocieszenia w Budzowie z rąk kard. Adama Stefana Sapiehy sakrament bierzmowania.
W latach 1919–1926 przeszła szczególny okres w życiu duchowym, który w mistyce chrześcijańskiej nazywany jest tzw. „nocą duchową”. Pielgrzymowała do sanktuariów maryjnych, do Częstochowy (Jasna Góra) czy do Kalwarii Zebrzydowskiej.

### Pobyt w Krakowie
27 sierpnia 1924 zdecydowała się opuścić dom rodzinny, wyjeżdżając do Krakowa, w celu wyboru życia konsekrowanego. Pierwszym jej kierownikiem duchowym został jezuita o. Kazimierz Wach SJ, który podpowiedział jej, by poczyniła starania do wstąpienia do klasztoru wizytek przy ulicy Krowoderskiej w Krakowie. Następnie w kościele św. Mikołaja spotkała spowiednika ks. dr. Jana Tobiasiewicza (był m.in. jednym z kierowników duchowych Anieli Salawy, późniejszej błogosławionej), który pomógł jej przełamać problemy „nocy duchowej”, a następnie został jej kolejnym kierownikiem duchowym.
W kwietniu 1925 rozpoczęła pracę w szpitalu św. Łazarza, początkowo przez miesiąc na oddziale chirurgicznym, a następnie na oddziale dermatologicznym (wenerycznym) jako salowa. Pod wpływem wiary oraz własnych przeżyć religijnych (m.in. adoracji Najświętszego Sakramentu) zaczęła mieć wizje. Za radą kierownika duchowego ks. Tobiasiewicza wstąpiła 15 grudnia 1927 do klasztoru klarysek przy kościele św. Andrzeja przy ulicy Grodzkiej. Trudne warunki bytowe w tym klasztorze były powodem jej problemów zdrowotnych, które spowodowały – po decyzji lekarza – że 1 marca 1928 zmuszona była do opuszczenia tego zakonu, powracając do pracy pielęgniarki w szpitalu św. Łazarza, na izbę przyjęć.
15 września 1928 przeniosła się do kliniki okulistycznej, pracując tam na sali operacyjnej, by 30 listopada 1929 powrócić na oddział dermatologiczny. Po kilkumiesięcznym kursie wieczorowym w Okręgowym Szpitalu Wojskowym w Krakowie, 26 marca 1933 zdała egzamin pielęgniarki Polskiego Czerwonego Krzyża, a 4 sierpnia 1937 zdała państwowy egzamin pielęgniarski. Były to lata, w których miała kolejne wizje, dzięki którym powstała idea poświęcenia się Najświętszemu Sercu Jezusa oraz intronizacji Najświętszego Serca Pana Jezusa. Za namową swoich kolejnych spowiedników: o. Henryka Jakubca OP – prowincjała dominikanów, o. Władysława Całki CSsR – redemptorysty a zwłaszcza o. Kazimierza Zygmunta Dobrzyckiego OSPPE – paulina, którzy byli jej następnymi kierownikami duchowymi, spisała swoje wewnętrzne doświadczenia. Zwróciła się ona do o. Dobrzyckiego by ten interweniował u prymasa Polski kard. Augusta Hlonda w sprawie intronizacji Najświętszego Serca Pana Jezusa w Polsce. Generał zakonu paulinów o. Pius Przeździecki OSPPE pod wpływem tych sugestii kilkakrotnie rozmawiał i pisał do kard. Hlonda w tej sprawie, a w maju 1938 doręczył mu nawet obszerny memoriał na kongresie Eucharystycznym w Budapeszcie. Kard. Hlond zlecił następnie zbadanie jej przez lekarza, pod kątem zdrowia psychicznego, które odbyło się 17 i 21 września 1938 przez dr. Józefa Horodeńskiego w klinice neurologicznej w Krakowie, który wydał stosowne zaświadczenie dla władz kościelnych, informujące o jej zdrowiu.

### U schyłku życia
8 września 1944 w kościele św. Barbary w Krakowie była po raz ostatni w swoim życiu na mszy świętej, po której zapadła na zdrowiu. 10 września przybyły do jej domu lekarz dr Koterla stwierdził anginę Plauta-Vincenta, po czym w wyniku pogorszenia stanu zdrowia 11 września została przewieziona dorożką do szpitala św. Łazarza. Dzień później (12 września) przyjęła z rąk kapelana szpitalnego ks. Jaworka sakrament namaszczenia chorych. Zmarła 13 września o godz. 2:00, we śnie w wyniku komplikacji zdrowotnych spowodowanych anginą Plauta-Vincenta, w obecności czuwających przy niej krewnych, siostry Marii, brata ks. Rafała i koleżanki Marii Żak. Pogrzeb odbył się 15 września, po czym została pochowana na cmentarzu Rakowickim przy licznym udziale m.in. duchowieństwa. W 1946 dokonano ekshumacji, podczas której pierwotną trumnę umieszczono w dodatkowej trumnie dębowej i przeniesiono do nowej mogiły.

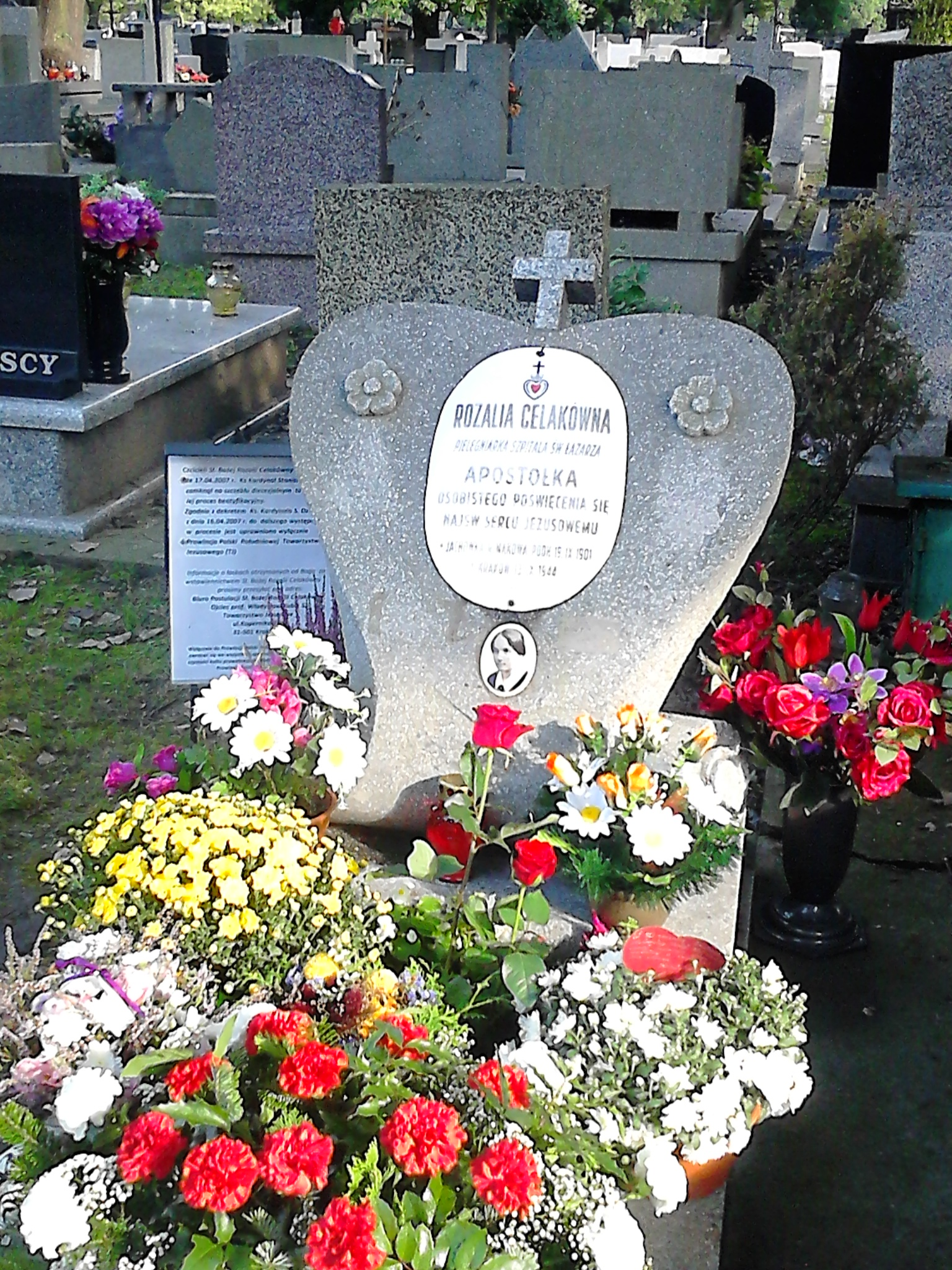
Grób Rozalii Celakówny na cmentarzu Rakowickim w Krakowie

Na mogile umieszczono rzeźbę stylizowanego serca z jej porcelanowym owalnym wizerunkiem, nad którym umieszczono niewielki krzyżyk.

## Tablica przodków
| Tablica rodowodowa                                              |                                                                            |                                                                            |
| Dziadkowie                                                      | Jan Celak (~1840–?) Anna Dudziak (~1840–?)                                 | Józef Kachnic (~1840–?) Wiktoria Skupień (~1850–?)                         |
| Rodzice                                                         | Tomasz Celak (17.12.1873–10.10.1951) Joanna Kachnic (5.02.1876–22.09.1959) | Tomasz Celak (17.12.1873–10.10.1951) Joanna Kachnic (5.02.1876–22.09.1959) |
| Czcigodna Służebnica Boża Rozalia Celak (19.09.1901–13.09.1944) |                                                                            |                                                                            |

## Publikacje
O. Kazimierz Dobrzycki zebrał, przechował i opracował jej pisma, notatki i listy, które następnie zostały wydane w paru pozycjach książkowych: 
- Rozalia Celakówna, Kazimierz Dobrzycki (oprac. Stanisław Leniartek): Dziecko Boże Rozalia Celakówna: autobiografia komentowana w trzech tomikach. T. 1. Skawina: Stanisław Leniartek Oficyna Wydawnicza „Q.S.D.”, 2004. ISBN 83-7216-513-0. OCLC 644998617. Brak numerów stron w książce
- Rozalia Celakówna, Kazimierz Dobrzycki (oprac. Stanisław Leniartek): Dziecko Boże Rozalia Celakówna: autobiografia komentowana w trzech tomikach. T. 2. Skawina: Stanisław Leniartek Oficyna Wydawnicza „Q.S.D.”, 2005. ISBN 83-7216-571-8. OCLC 749730122. Brak numerów stron w książce
- Rozalia Celakówna, Kazimierz Dobrzycki (oprac. Stanisław Leniartek): Dziecko Boże Rozalia Celakówna: autobiografia komentowana w trzech tomikach. T. 3. Skawina: Stanisław Leniartek Oficyna Wydawnicza „Q.S.D.”, 2005. ISBN 83-922204-2-0. OCLC 749730131. Brak numerów stron w książce
- Rozalia Celakówna (oprac. Małgorzata Czepiel): Wyznania z przeżyć wewnętrznych. Wyd. 1. Kraków: Wydawnictwo WAM, 2007. ISBN 978-83-7318-993-5. OCLC 892610038. Brak numerów stron w książce
- Rozalia Celakówna, Małgorzata Czepiel: Pisma. Wyd. 1. Kraków: Wydawnictwo WAM, 2008. ISBN 978-83-7505-231-2. OCLC 542263493.

## Proces beatyfikacyjny
Pięć lat po jej śmierci (1949), z uwagi na opinię o świątobliwości jej życia podjęto pierwsze starania w celu wyniesienia jej na ołtarze. Pierwszym etapem tych starań było zebranie zeznań świadków jej życia oraz spisanie podziękowań za łaski i cuda poczynione za jej wstawiennictwem, których zebrano kilkaset. W okresie 1964–1967 o. Zygmunt Dobrzycki podjął starania w celu otwarcia jej procesu informacyjnego w archidiecezji krakowskiej, do którego przyłączyli się również inni księża, kierując do metropolity krakowskiego kard. Karola Wojtyły, późniejszego papieża i świętego stosowne pisma. Starania te zakończyły się jednak niepowodzeniem.
Następnie 28 sierpnia 1996 z inicjatywy Fundacji Serca Jezusa ze Szczyglic zwrócono się do kard. Franciszka Macharskiego z pismem w celu wyniesienia jej na ołtarze, który 5 listopada tegoż roku rozpoczął w kaplicy kardynalskiej przy ulicy Franciszkańskiej 3 jej proces beatyfikacyjny. Odtąd przysługiwał jej tytuł Służebnicy Bożej. Powołano z upoważnienia kard. Macharskiego trybunał procesowy w składzie:
- ks. dr Stefan Ryłko CRL – delegat metropolity krakowskiego
- ks. dr Józef Rapacz – promotor sprawiedliwości
- Sylwia Kaczmarek (następnie dr Ewa Wieczorek) – postulator procesu
- ks. Tadeusz Chromik SJ (następnie Marta Majewska) – notariusz
- Elżbieta Dębska – notariusz

Ponadto powołano komisję historyczną z przewodniczącym ks. prof. Ludwikiem Grzebieniem SJ oraz komisję teologiczną w następującym składzie:
- ks. prof. Tomasz Jelonek
- ks. prof. Władysław Kubik SJ
- ks. Tadeusz Kiersztyn SJ

24 listopada 1996 w Uroczystość Jezusa Chrystusa, Króla Wszechświata, Fundacja Serca Jezusa w podziękowaniu za rozpoczęcie procesu beatyfikacyjnego ofiarowała dar w postaci złotej korony wykonanej przez krakowskiego artystę Tadeusza Rybskiego dla figury Serca Jezusa, którą uroczyście nałożono w bazylice Najświętszego Serca Pana Jezusa w Krakowie. 14 grudnia tegoż roku Stolica Apostolska wydała tzw. nihil obstat dotyczący zgody na rozpoczęcie postępowania beatyfikacyjnego.
Trybunał procesowy zakończył pracę w sierpniu 2000. W związku z wyborem życia konsekrowanego przez postulatorkę Sylwię Kaczmarek i jej rezygnacji, nastąpiła od 7 października 2005 zmiana postulatorki na dr Ewę Wieczorek, po czym został nim ks. prof. Władysław Kubik SJ. Na szczeblu diecezjalnym proces zakończył się 17 kwietnia 2007 przez kard. Stanisława Dziwisza w kurii metropolitalnej, po czym akta zostały przesłane do Kongregacji Spraw Kanonizacyjnych do Rzymu. Zgodnie z życzeniem kard. Dziwisza dalszym przebiegiem procesu wobec Kongregacji Spraw Kanonizacyjnych zajmować się będzie Prowincja Polski Południowej Towarzystwa Jezusowego. 22 grudnia 2012 Kongregacja Spraw Kanonizacyjnych wydała dekret o ważności procesu beatyfikacyjnego na szczeblu diecezjalnym, co otworzyło drogę do opracowywania tzw. Positio, które złożono w 2018. 9 kwietnia 2022 decyzją papieża Franciszka podpisano dekret o heroiczności jej cnót i od tej pory przysługuje jej tytuł Czcigodnej Służebnicy Bożej.

## Odznaczenia
17 sierpnia 1938 została odznaczona brązowym medalem za Długoletnią Służbę.

## Upamiętnienie

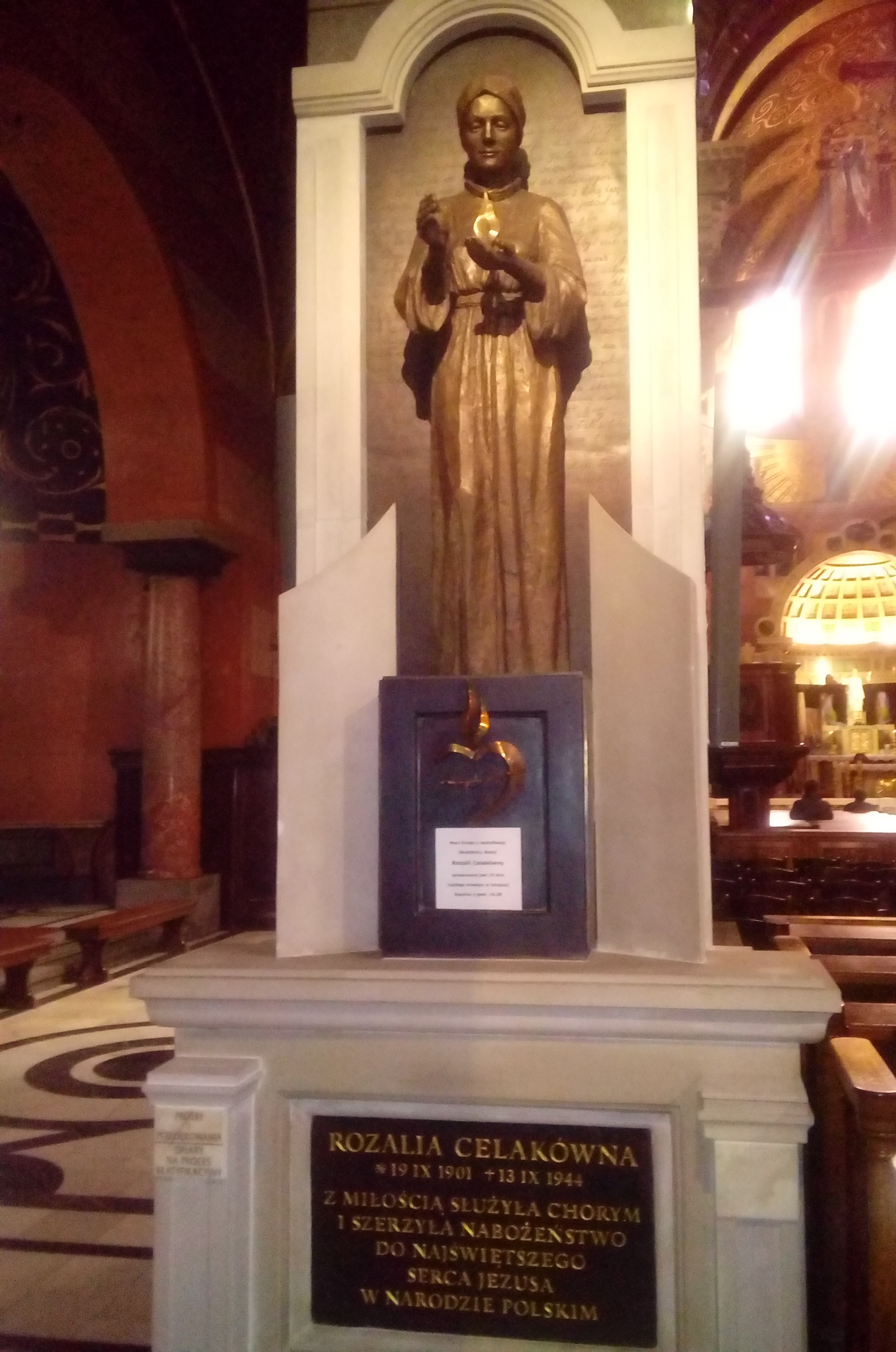
Sarkofag Rozalii Celakówny w bazylice Najświętszego Serca Pana Jezusa w Krakowie

- Szczególnym miejscem kultu jest bazylika Najświętszego Serca Pana Jezusa w Krakowie, przy ul. Kopernika 26, w którym ustawiono jej sarkofag (obecnie pusty) projektu poznańskiego artysty Michała Gołąbka[51] i gdzie każdego 19. dnia (początkowo 13. dnia) miesiąca odprawiana jest msza święta w intencji wyniesienia jej na ołtarze
- Przy wejściu na oddział dermatologiczny szpitala św. Łazarza przy ulicy Kopernika w Krakowie została wmurowana tablica pamiątkowa jej poświęcona
- W dwóch miejscowościach, a mianowicie w Krakowie (Nowej Hucie), na osiedlu Strusia[52] oraz w Szczyglicach jedna z ulic nosi jej imię[53]
- 28 listopada 2003 w Krakowie zostało utworzone Stowarzyszenie „Róża” przyjaciół Służebnicy Bożej Rozalii Celakówny[54]
- W Jachówce na poletku na którym stał jej rodzinny dom (obecnie nieistniejący) postawiono figurę Serca Jezusa, kapliczkę Matki Bożej oraz obelisk z tablicą pamiątkową poświęconą Rozalii Celakównie[55]. W kościele Najświętszego Serca Jezusowego w tej miejscowości znajduje się wbudowany witraż z jej stylizowanym wizerunkiem. Z kolei w kościele Trójcy Przenajświętszej w Bieńkówce, 15 września 2014 została poświęcona i wmurowana tablica pamiątkowa ku jej czci[56]. Proboszcz parafii Najświętszego Serca Pana Jezusa w Jachówce ks. Stanisław Maślanka wraz z postulatorem procesu beatyfikacyjnego ks. prof. Władysławem Kubikiem oraz stowarzyszeniem Dzieło Osobistego Poświęcenia się Najświętszemu Sercu Jezusowemu postanowili w 2020 doprowadzić do zbudowania jej izby pamięci, która powstała w specjalnym budynku pomiędzy kościołem parafialnym a plebanią w Jachówce[57][58].
- Powstała specjalna pieśń jej poświęcona[59] oraz nowenna o uproszenie łask za jej wstawiennictwem[60]
- Rozalii Celakównie poświęcono dwa filmy:
  - Rozalia Celakówna, wizje, pisma, objawienia, intronizacja [online], gloria.tv [dostęp 2018-06-07].
  - Królowanie Jezusa Chrystusa. Quas Primas Piusa XI. Misja Rozalii Celak [online], youtube.com, 2012 [dostęp 2018-06-07].
- W 2024 staraniem Wspólnoty dzieła intronizacji Najświętszego Serca Pana Jezusa powstał spektakl Idę śladami Króla Królów i Pana Panów o jej życiu i przesłaniu, dostępny na kanale youtube[61]